# Palau Soranzo Pisani
El Palau Soranzo Pisani és un palau de Venècia, situat al barri de San Polo i amb vistes al costat dret del Gran Canal, entre el Palau Tiepolo i el Palau Tiepolo Passi.

## Arquitectura
L'edifici, arrebossat de color marró, és una barreja d'estils arquitectònics gòtic i renaixentista i, entre tots els que es troben entre el riu de San Polo i el riu de San Tomà, és el que té menys alçada. La planta baixa, sense entresol i actualment també sense guix, té un petit portal d'aigua que no està situat al centre de l'edifici sinó cap al costat esquerre (potser abans estava aparellada amb una altra porta ara tapiada).
La primera planta principal presenta una finestra central pentafora apuntada i dos parells de finestres laterals monófores, totes amb marc de serra, amb la curiosa dada que les finestres monófores tenen petits balcons, mentre que en la finestra pentafora és totalment absent després d'una reforma moderna. El segon pis principal segueix les obertures en la mateixa posició que el primer pis però amb arcs de mig punt i un únic balcó per només les tres finestres centrals de la finestra pentafora.